# Павильон шишек
«Павильо́н ши́шек» — архитектурно-ландшафтный проект Адриана Гейзе, созданный в рамках фестиваля «Архстояние» 2007 года. Находится на территории Парка «Никола-Ленивец» возле деревни Никола-Ленивец.

## Описание
Наряду с «Границами империи» Николая Полисского «Павильон шишек» Адриана Гейзе был самым громким проектом летнего фестиваля «Архстояние» 2007 года.
В плане арт-объект представляет собой прямоугольник. Стены павильона сделаны из металлических сеток, заполнителем в которых служат сосновые шишки. Крыши нет. Внутри павильона естественным образом растут сосны, росшие там и до появления вокруг них стен арт-объекта.

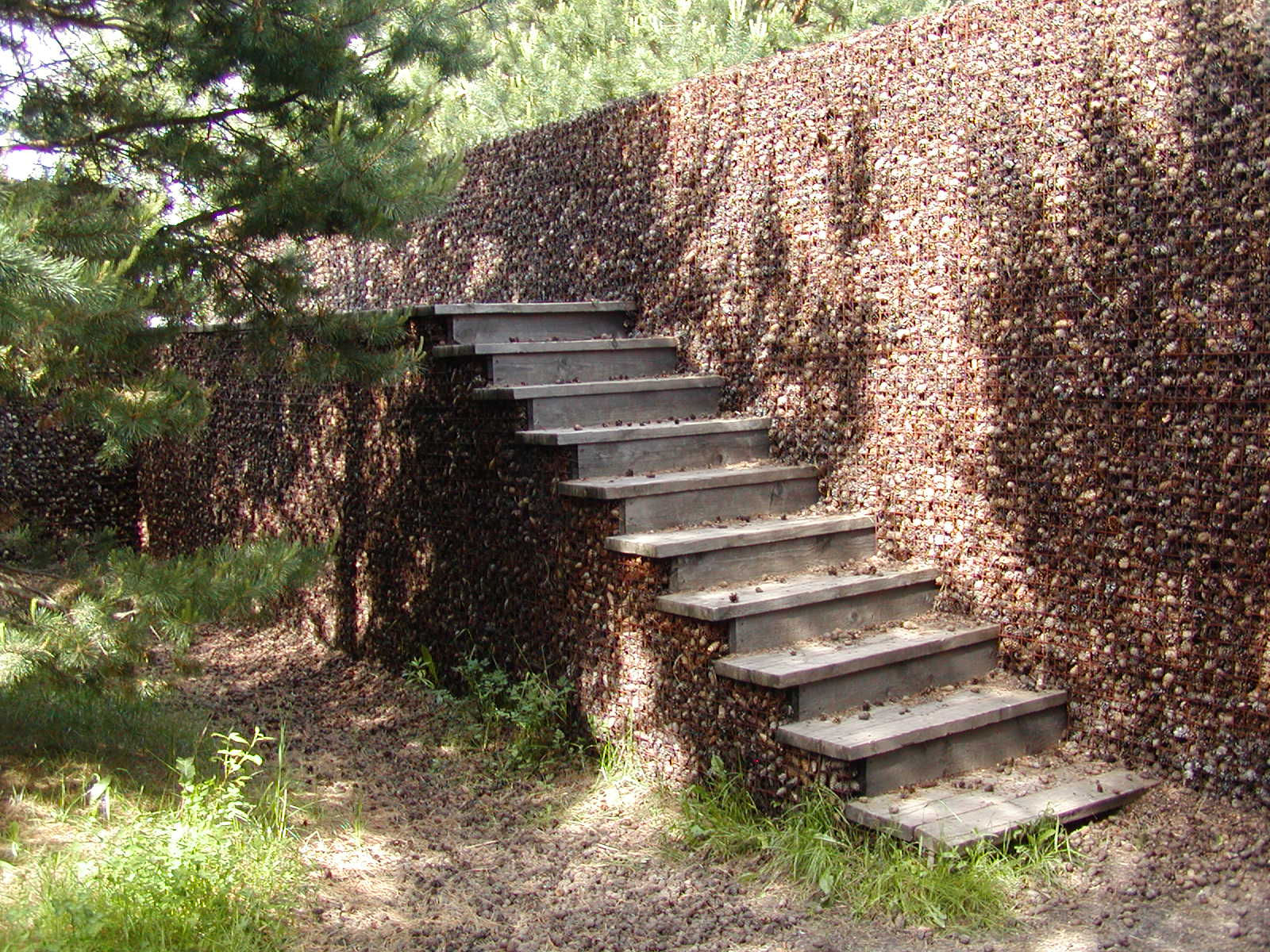
«Павильон шишек» внутри

Ключевой деталью «Павильона шишек» является вход — не на уровне земли, что казалось бы естественным, а поднимающийся деревянными ступенями вдоль одной из стен, но не доходящий до её верха, затем идущий уже внутри павильона вдоль другой, перпендикулярной предыдущей стене, и только потом спускающийся на уровень земли.
«Пол» внутри павильона устлан шишками. Шишки вообще придают правильным формам объекта ощущение ирреальности. Подсвечиваемые солнцем, вкупе с растущими внутри соснами, они меняют привычную оптику и запах воздуха.

## Цитаты
Ирина Кулик, 2007:

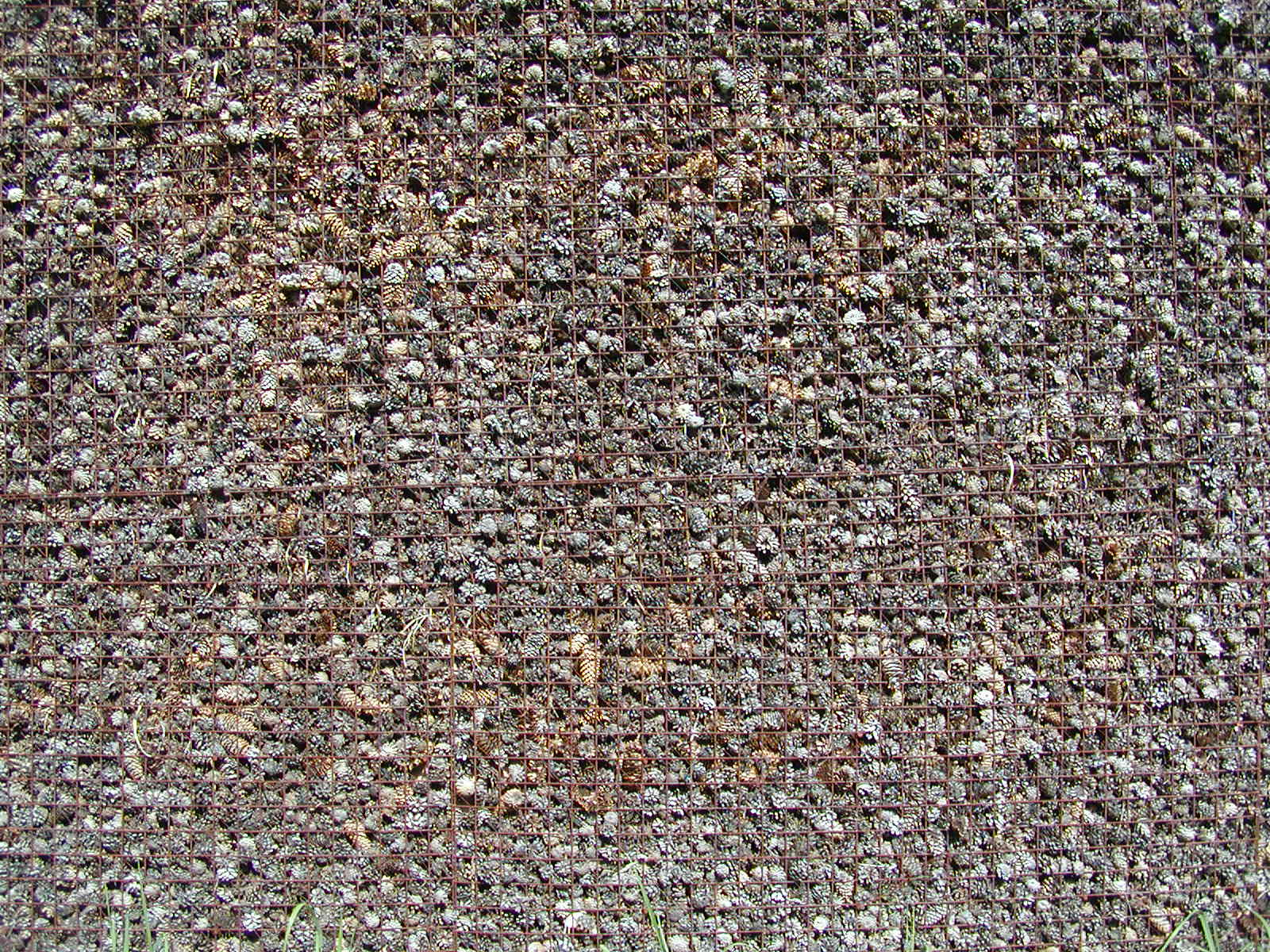
Внешняя сторона стены, обращённая к солнцу

Для «Архстояния» Адриан Гезе построил «Павильон шишек» — нидерландский архитектор хотел поработать с сугубо местным материалом и придумал сооружение со стенами, сделанными из засыпанных в железные сетки шишек. Правда, иностранные участники не слишком хорошо изучили флору Калужской области, так что шишки пришлось привозить с Алтая. Небольшой павильон без крыши возвели вокруг двух единственных в Николе-Ленивце сосен. Внутри этого строения, в которое ведёт узкая лесенка, удивительно хорошо — необычные стены обладают не только очень красивой фактурой и дивным запахом, но и замечательной способностью сохранять тепло, а на полу из шишек на удивление удобно лежать. Но при всей экологичности в этом сооружении нет ни тени обаятельной естественной «корявости». В отличие от творений Николая Полисского произведение Адриана Гезе не пытается выглядеть природным феноменом или причудливым порождением народной фантазии: даже в русской глуши нидерландский архитектор остается самим собой — представителем утончённого европейского минимализма, не испытывающим никакого искушения опроститься. <…>

Для нидерландского архитектора «граница» оказалась тем, что очерчивает частное пространство, но при этом остается предельно незаметным. Изнутри «Павильон шишек» кажется распахнутым во внешний мир, впускает в себя небо и сосны, снаружи его стены сливаются с окружающими кустами и деревьями.

## Фотографии

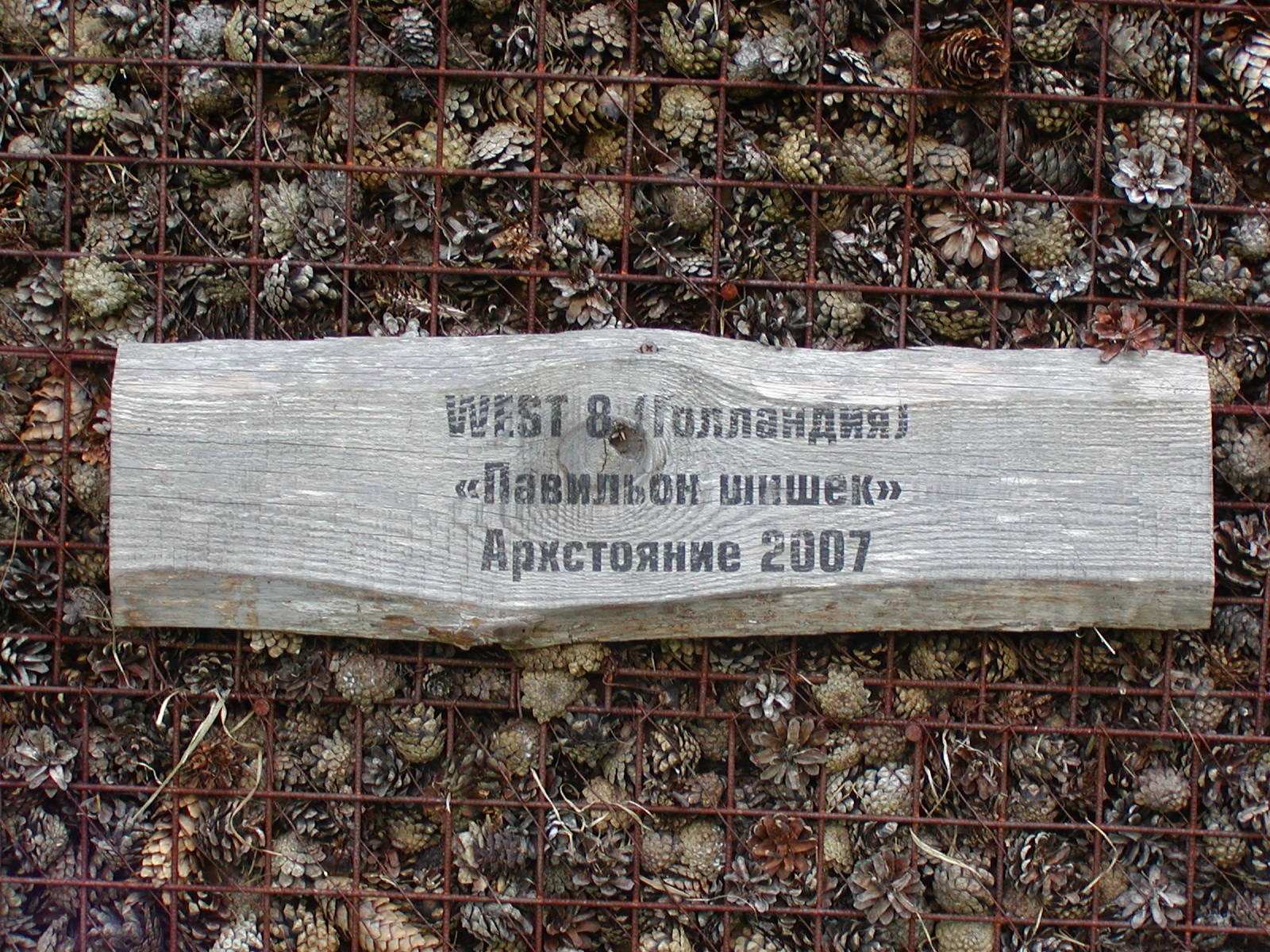
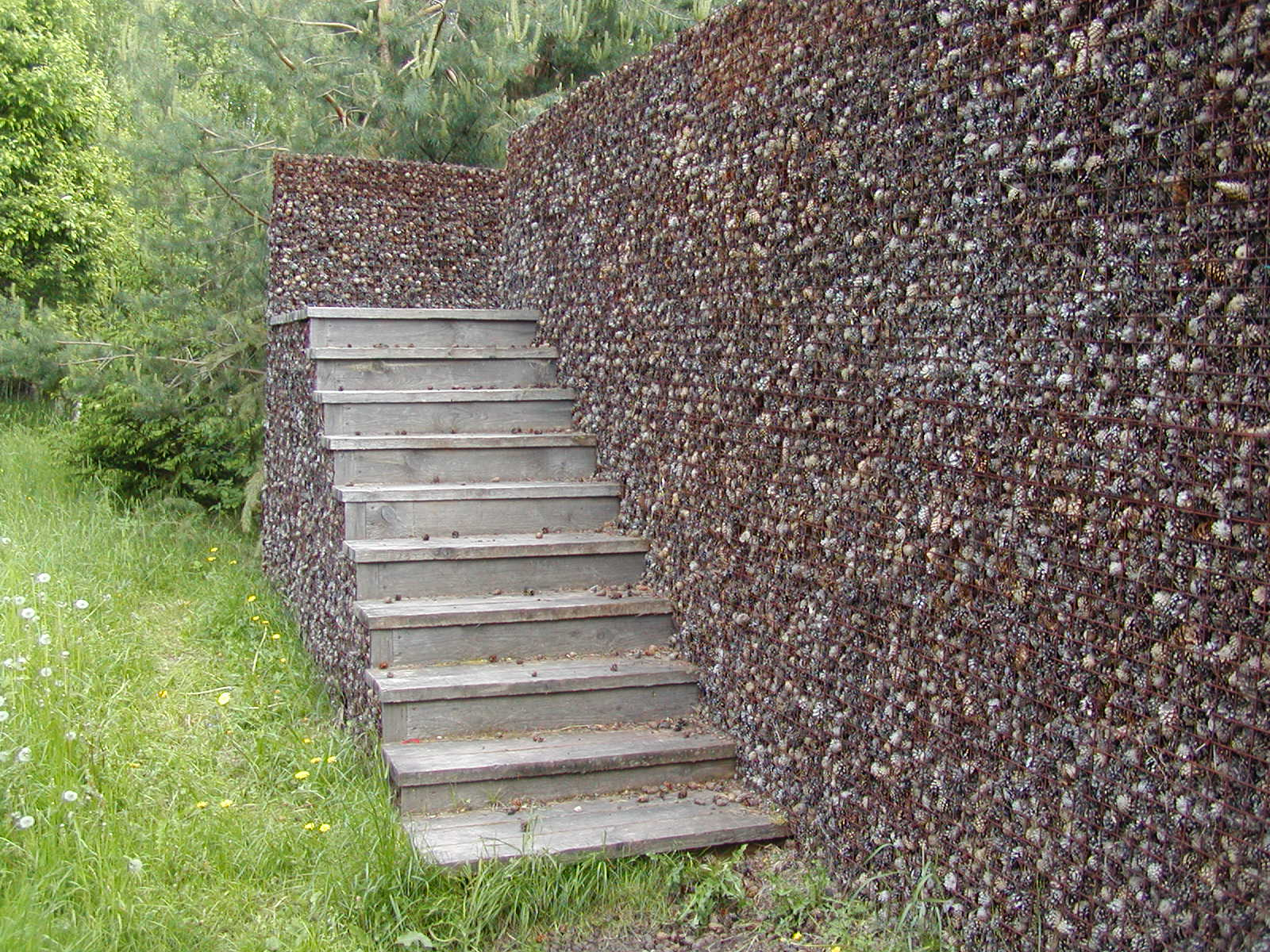
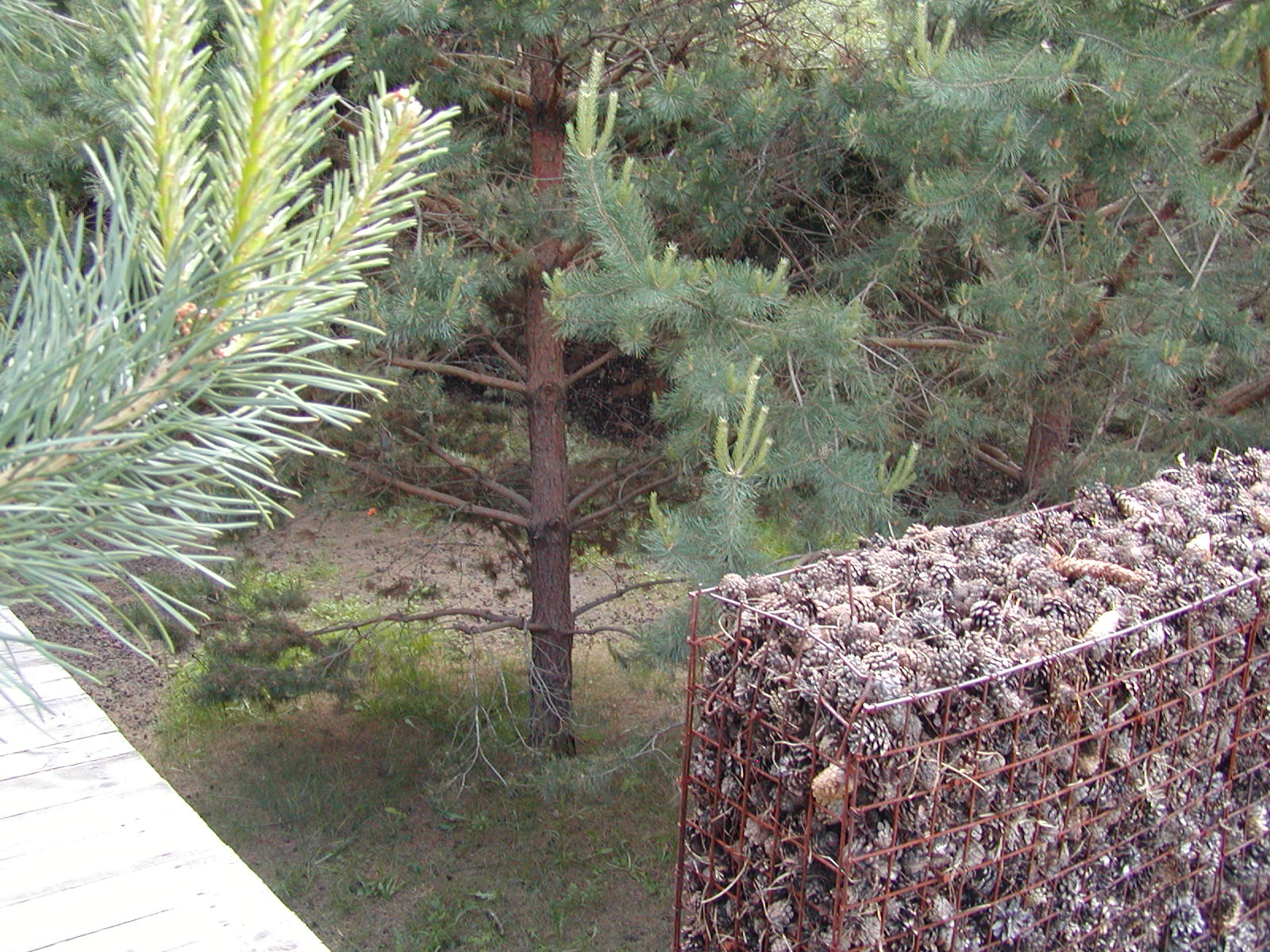
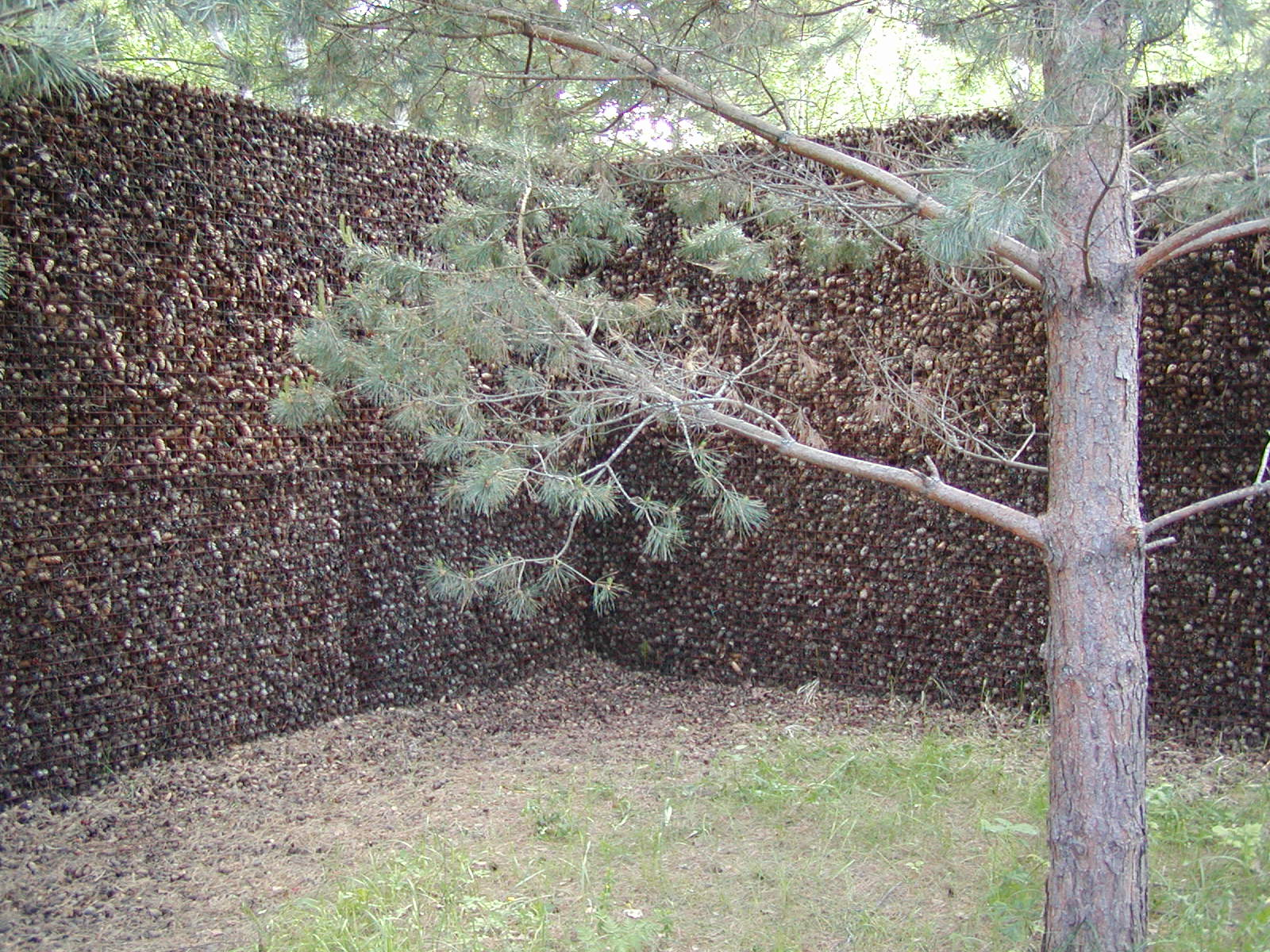
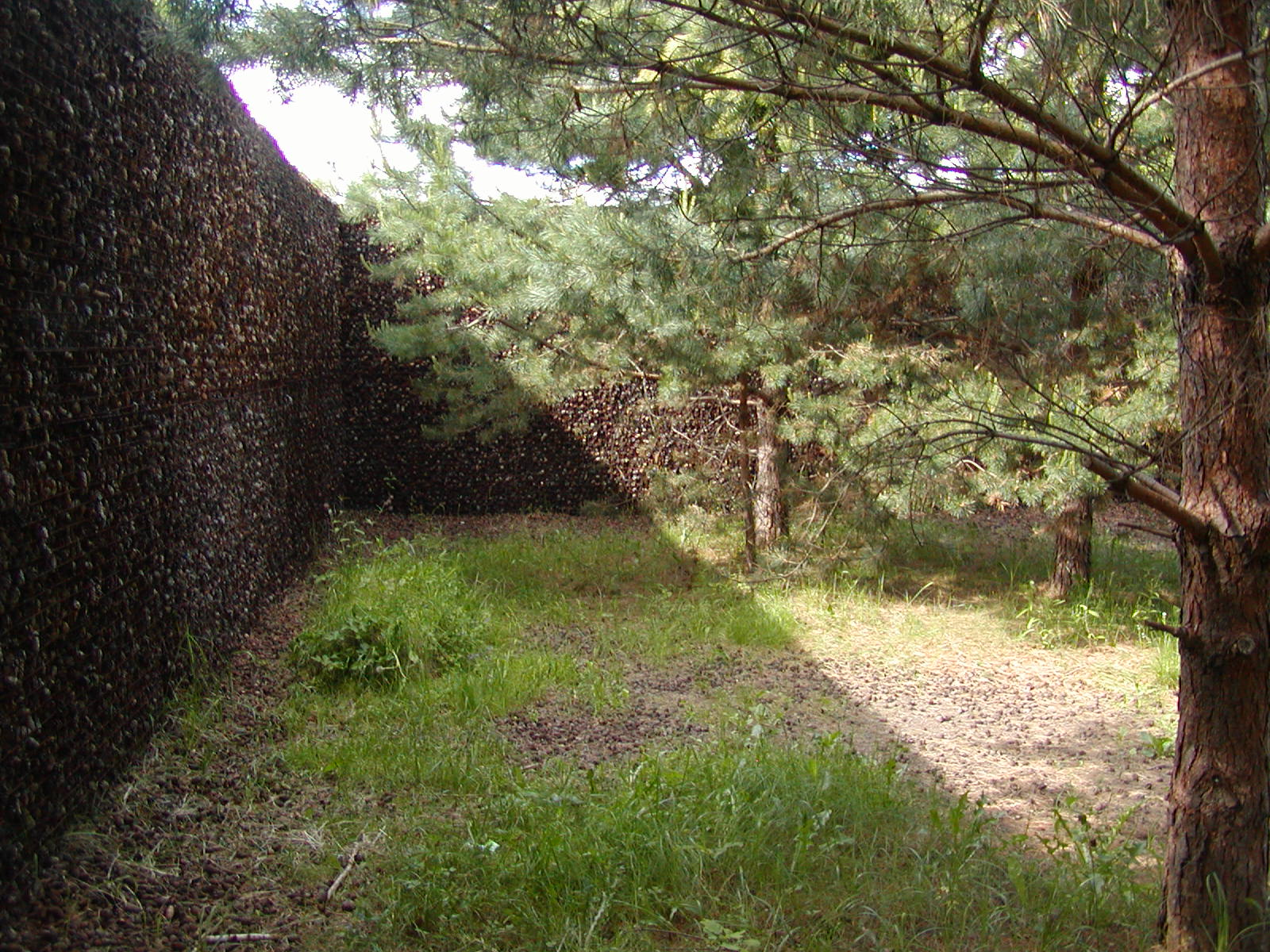
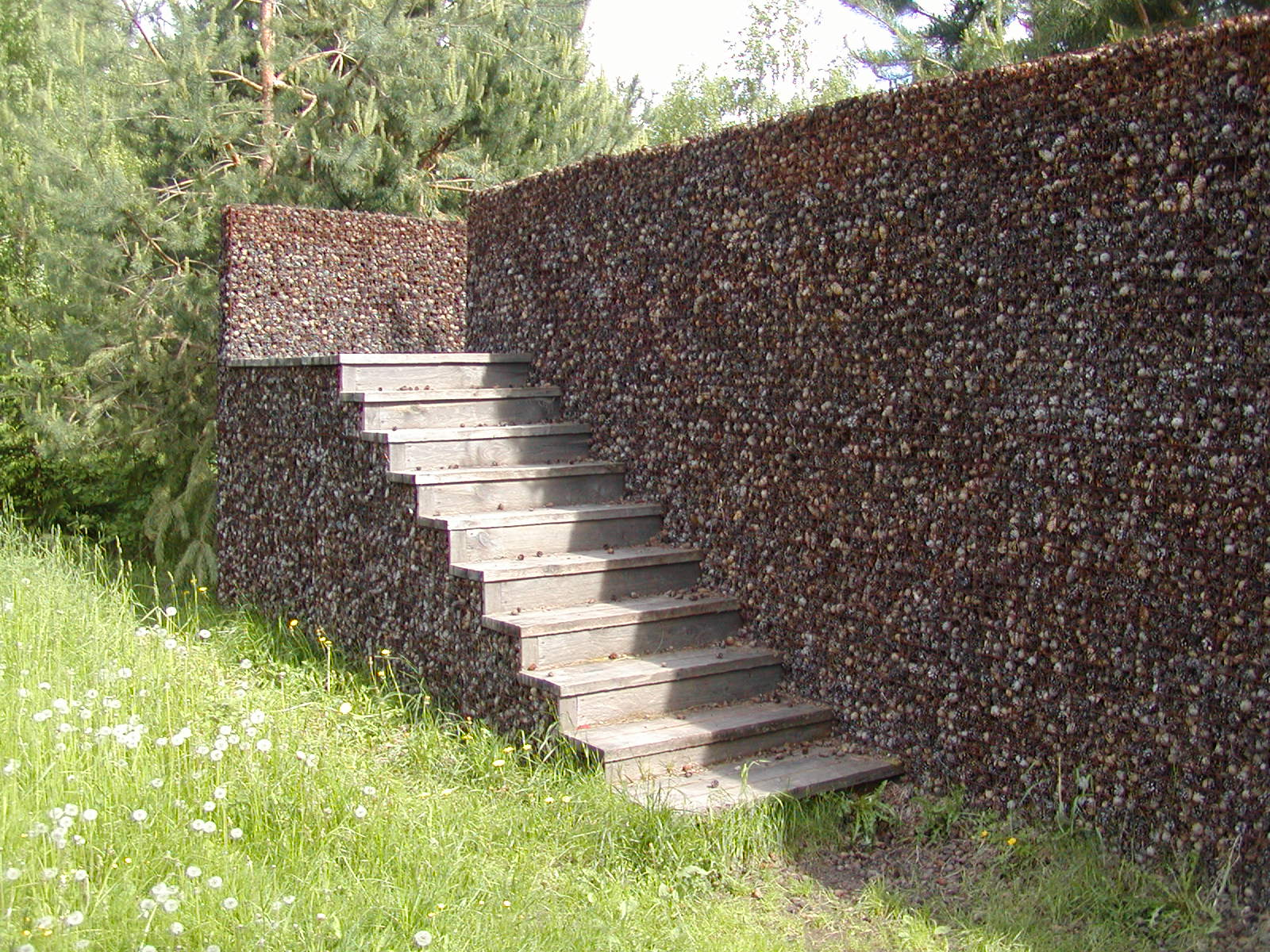
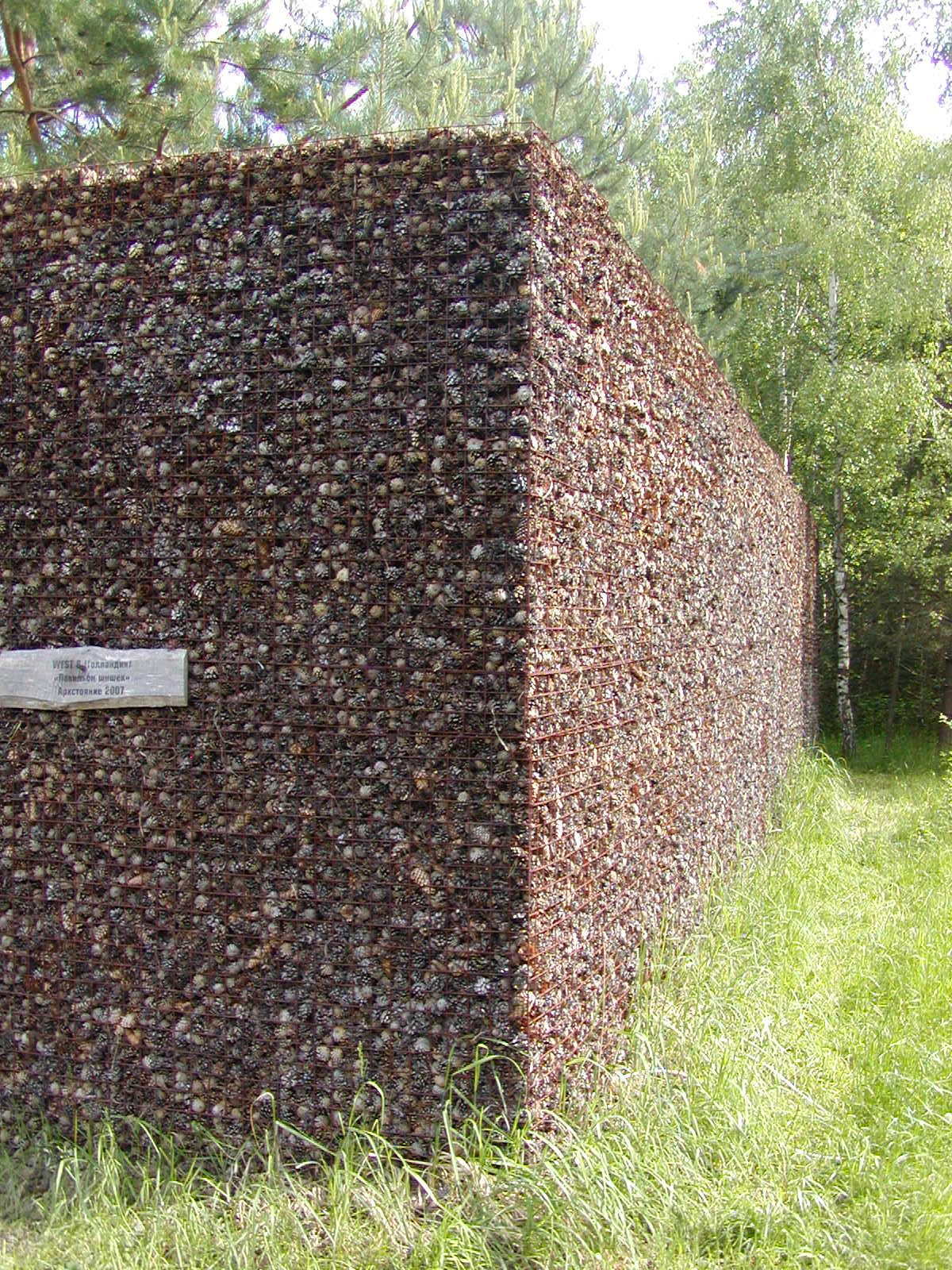
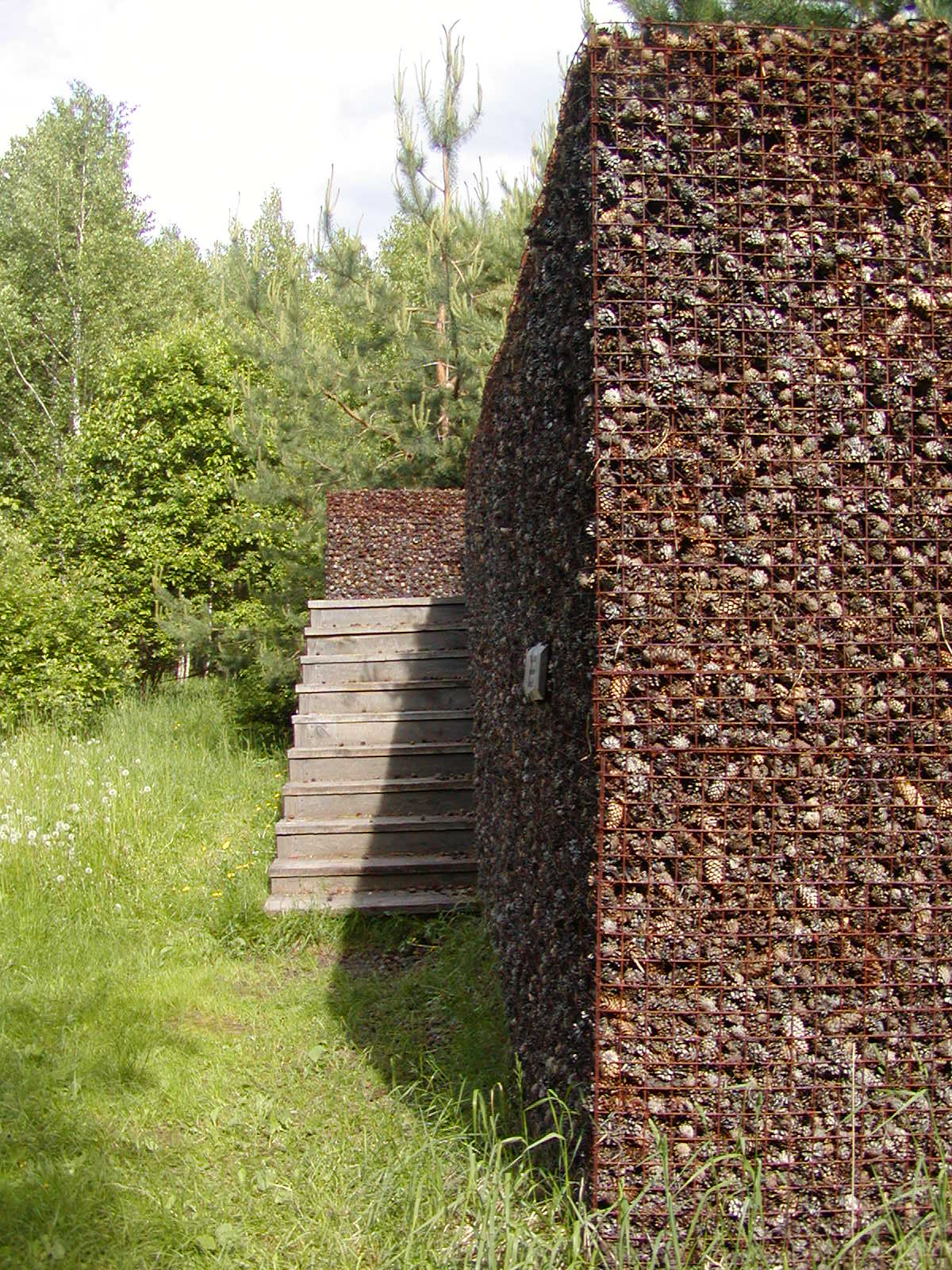
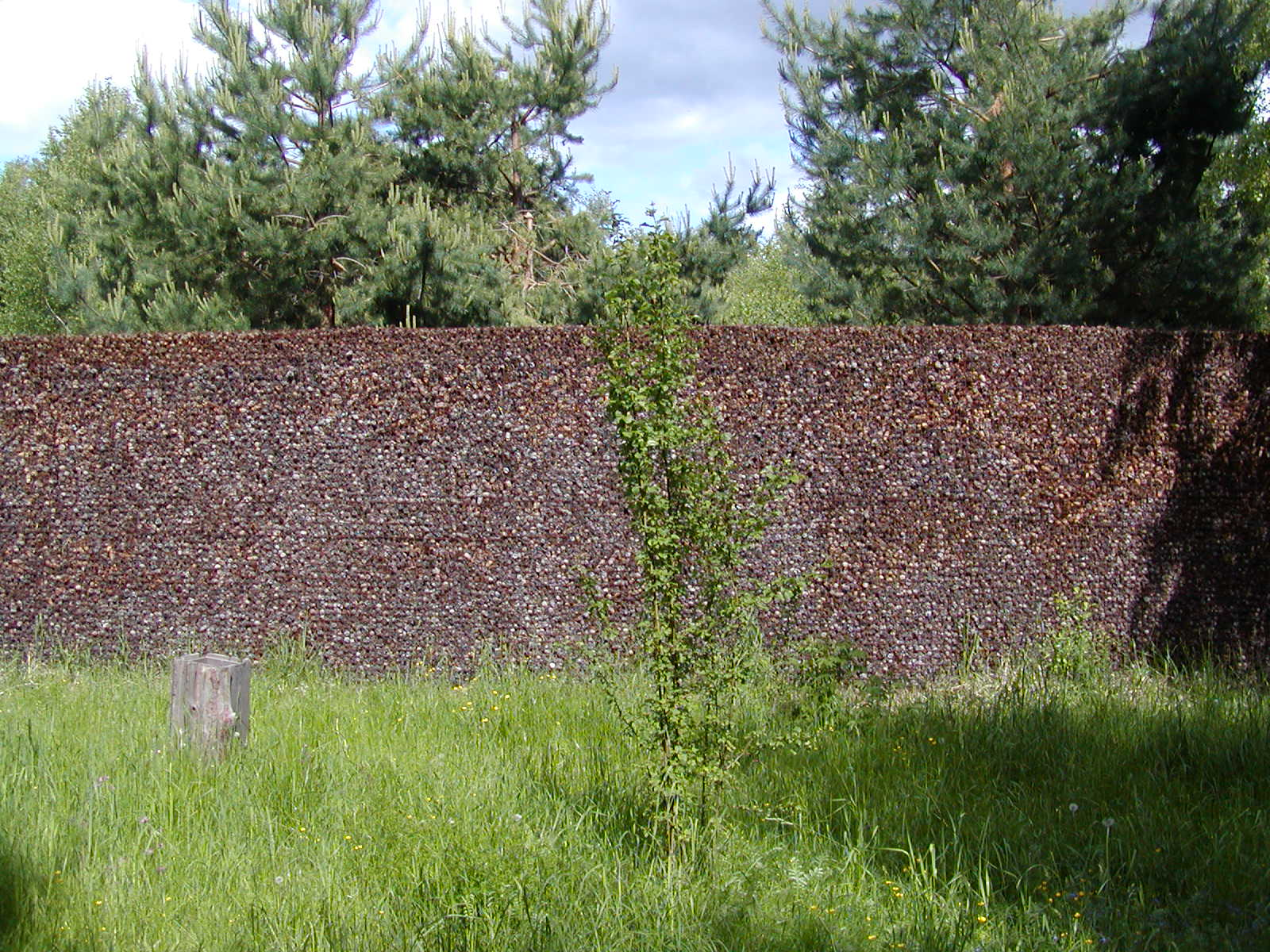
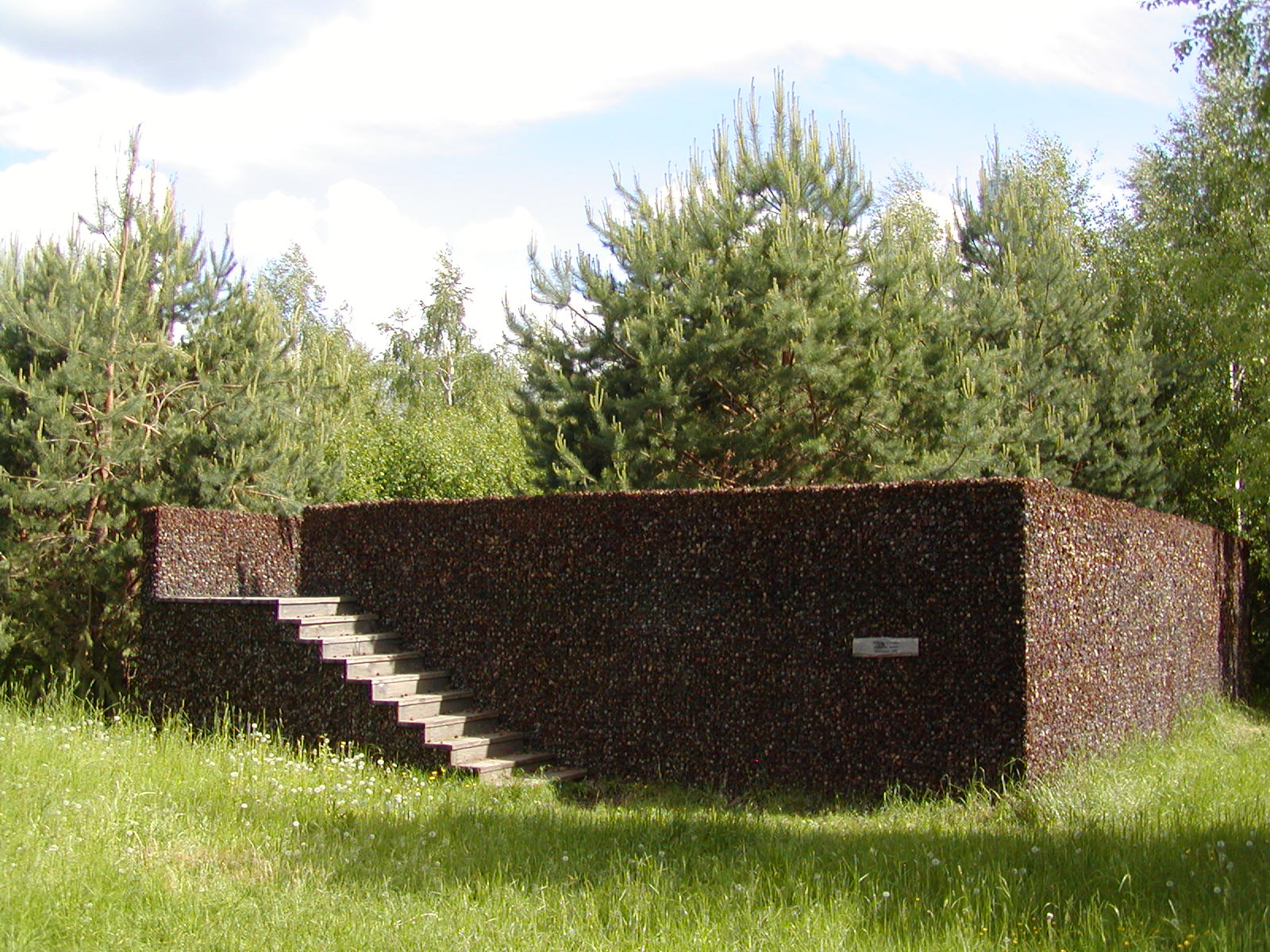
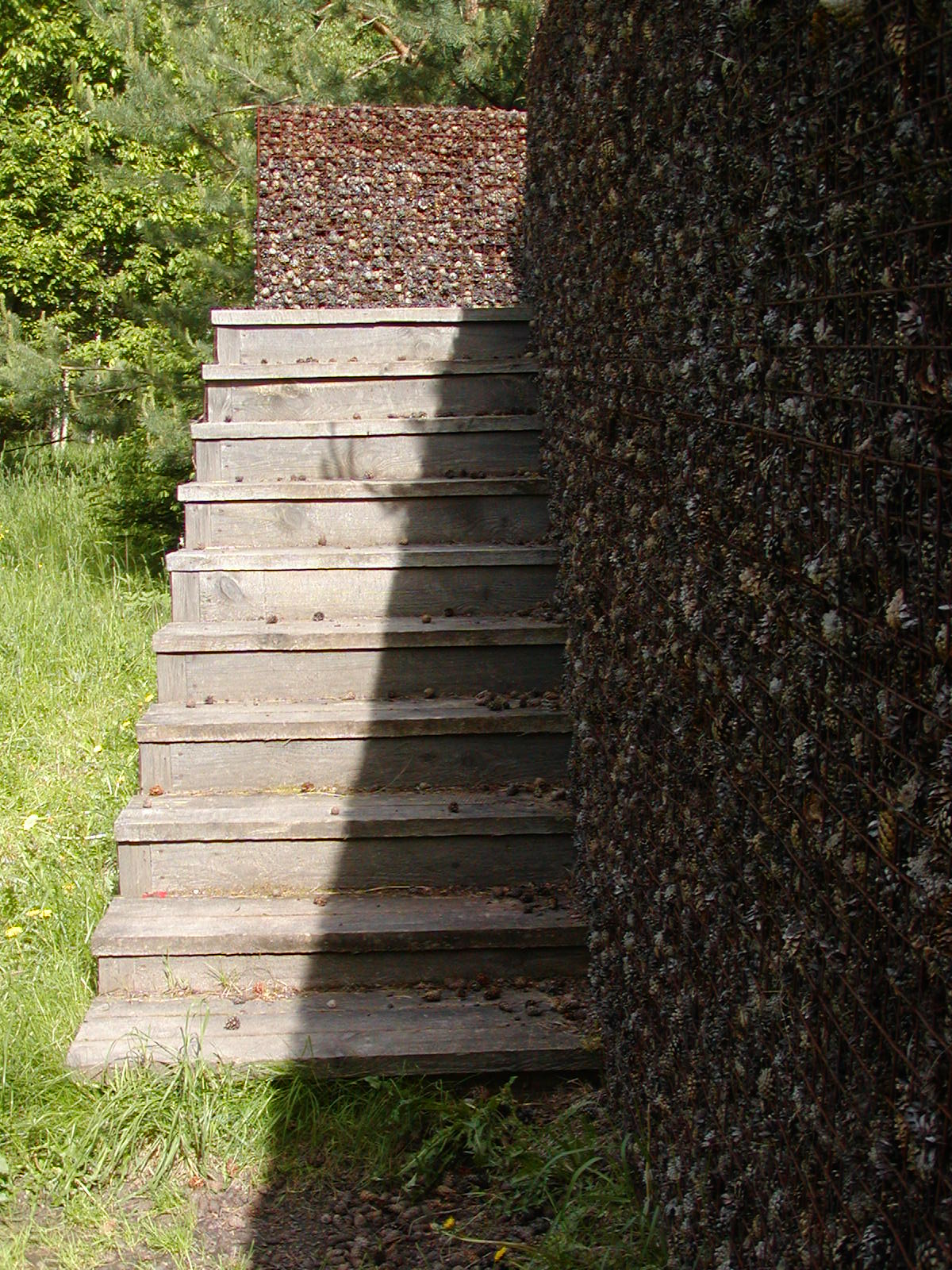
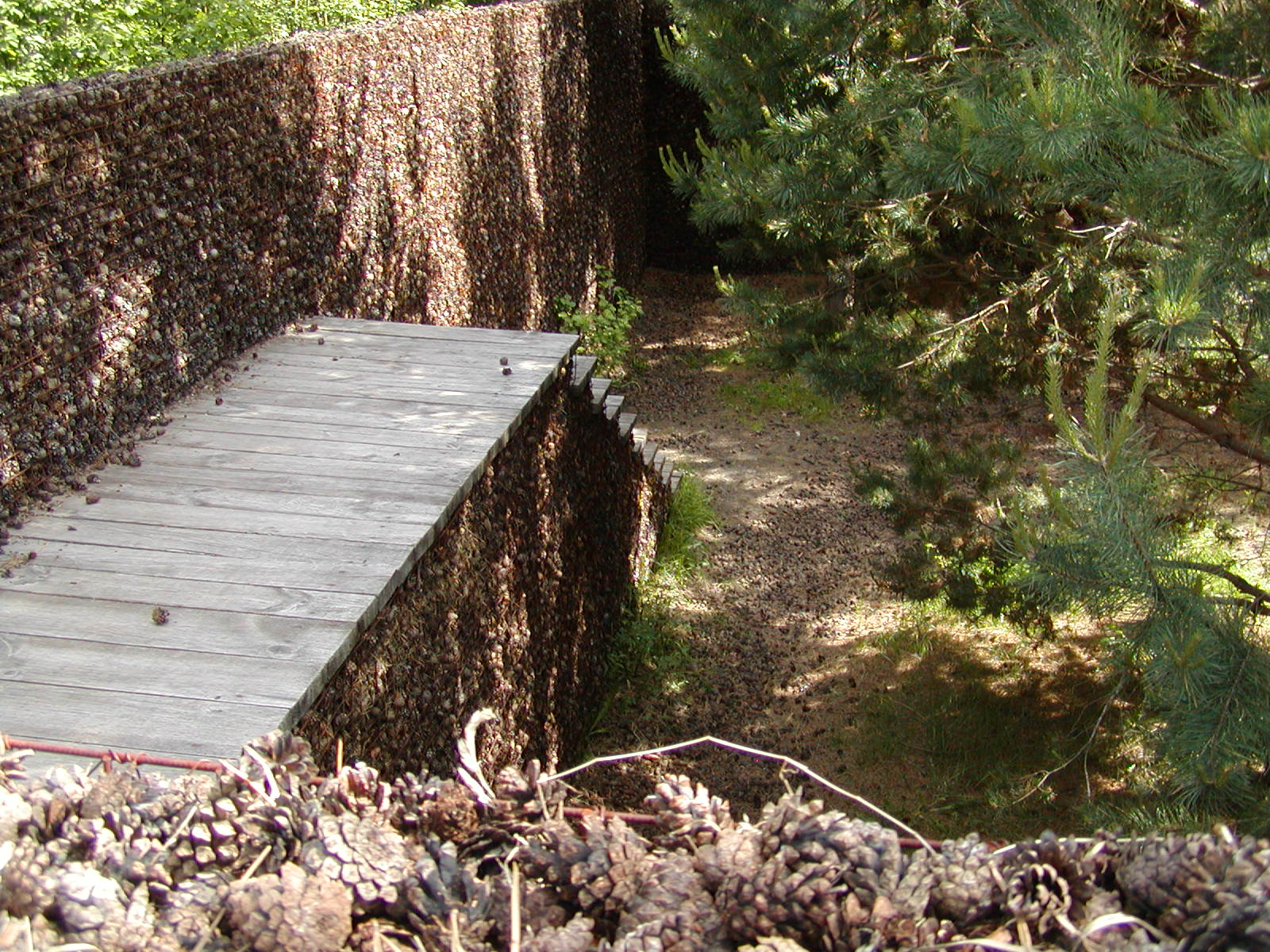
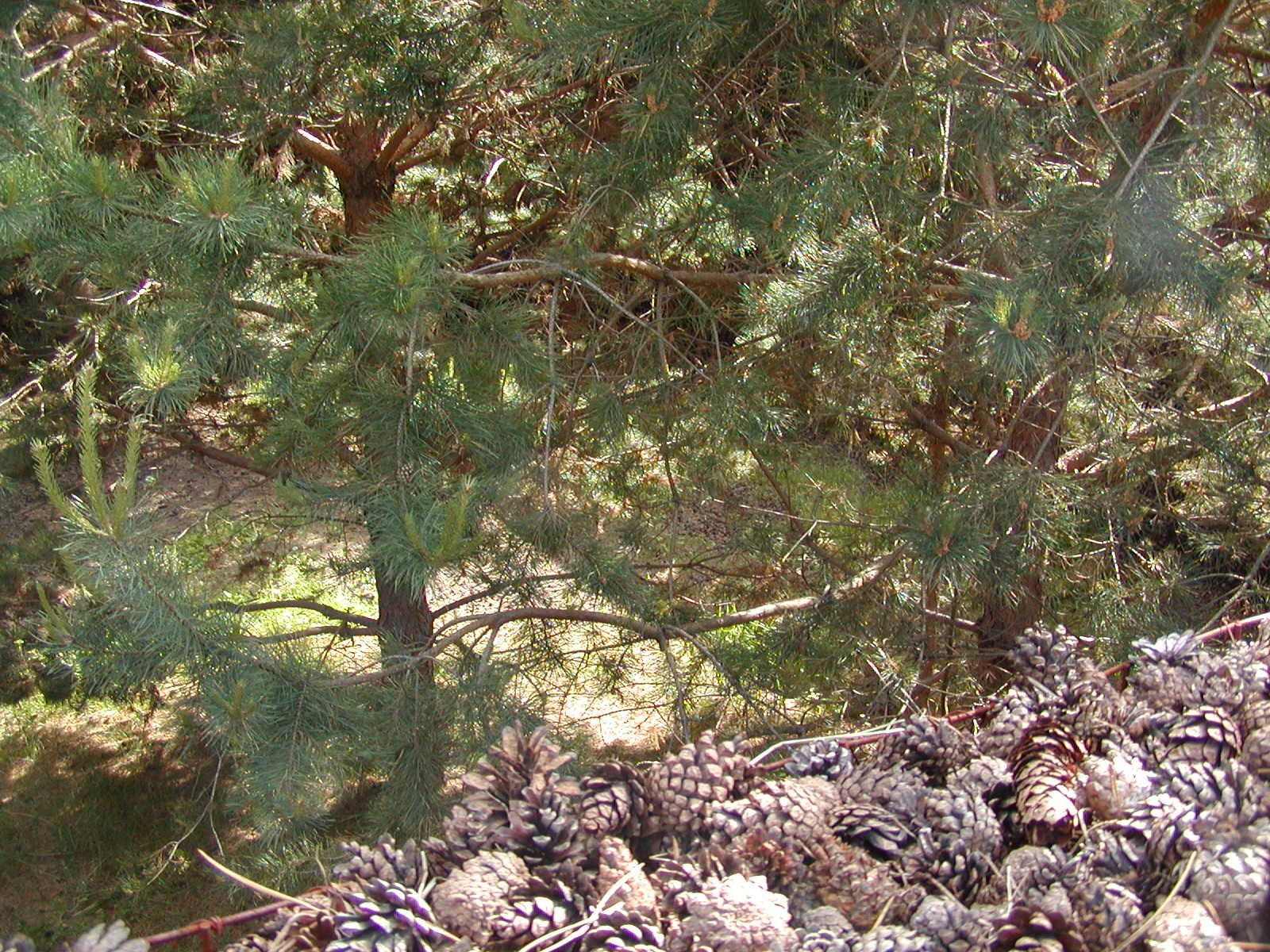
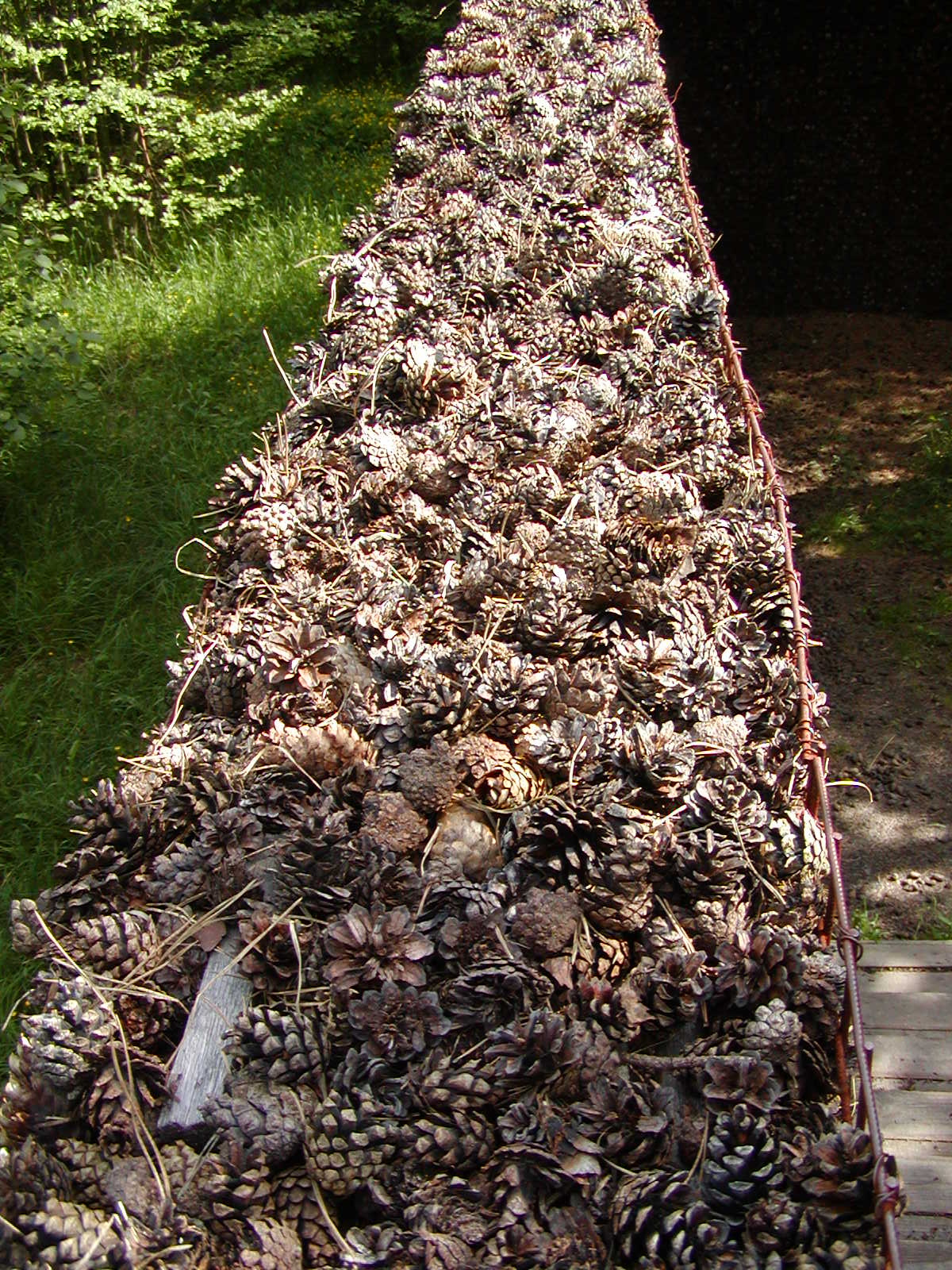
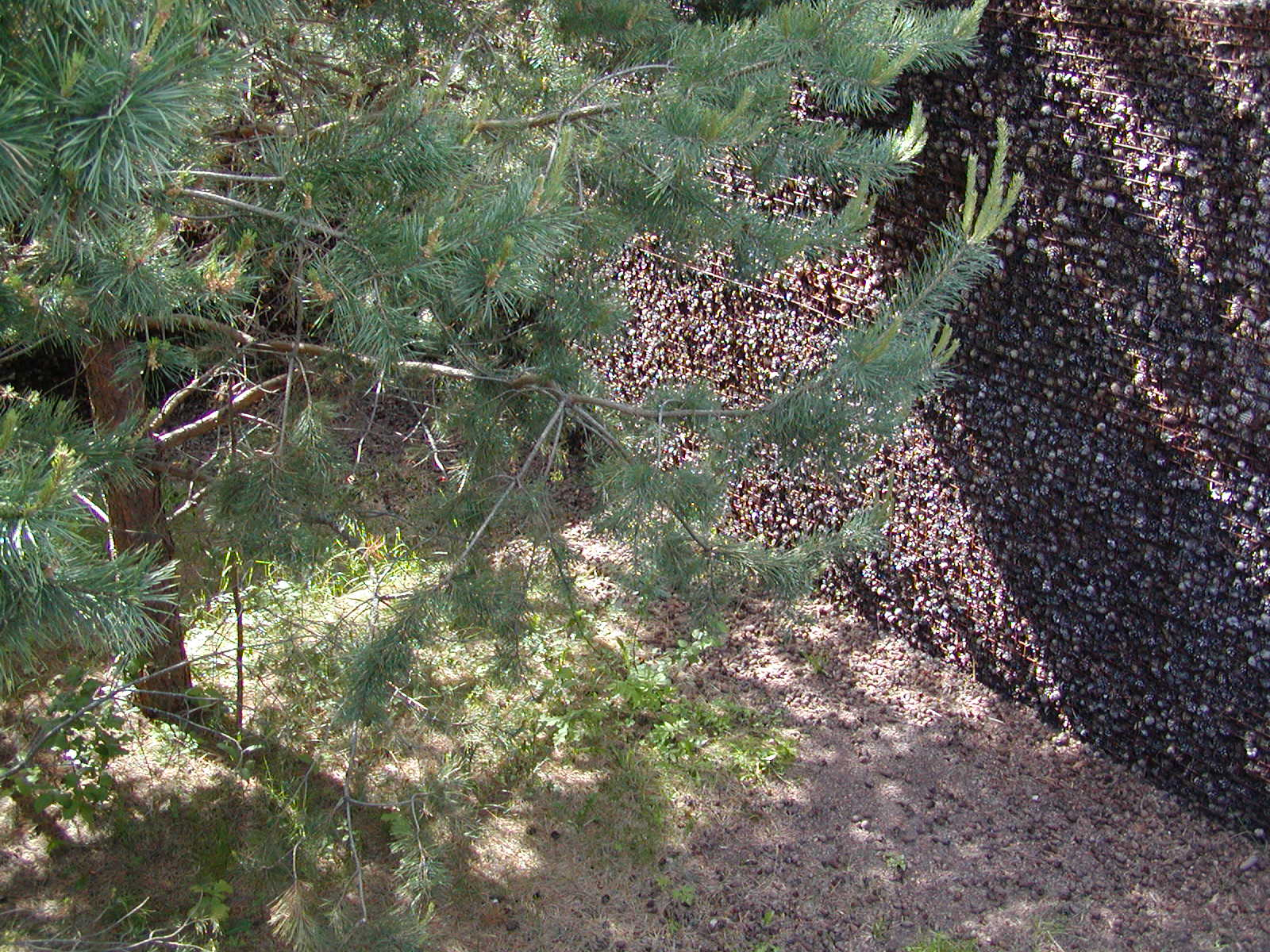
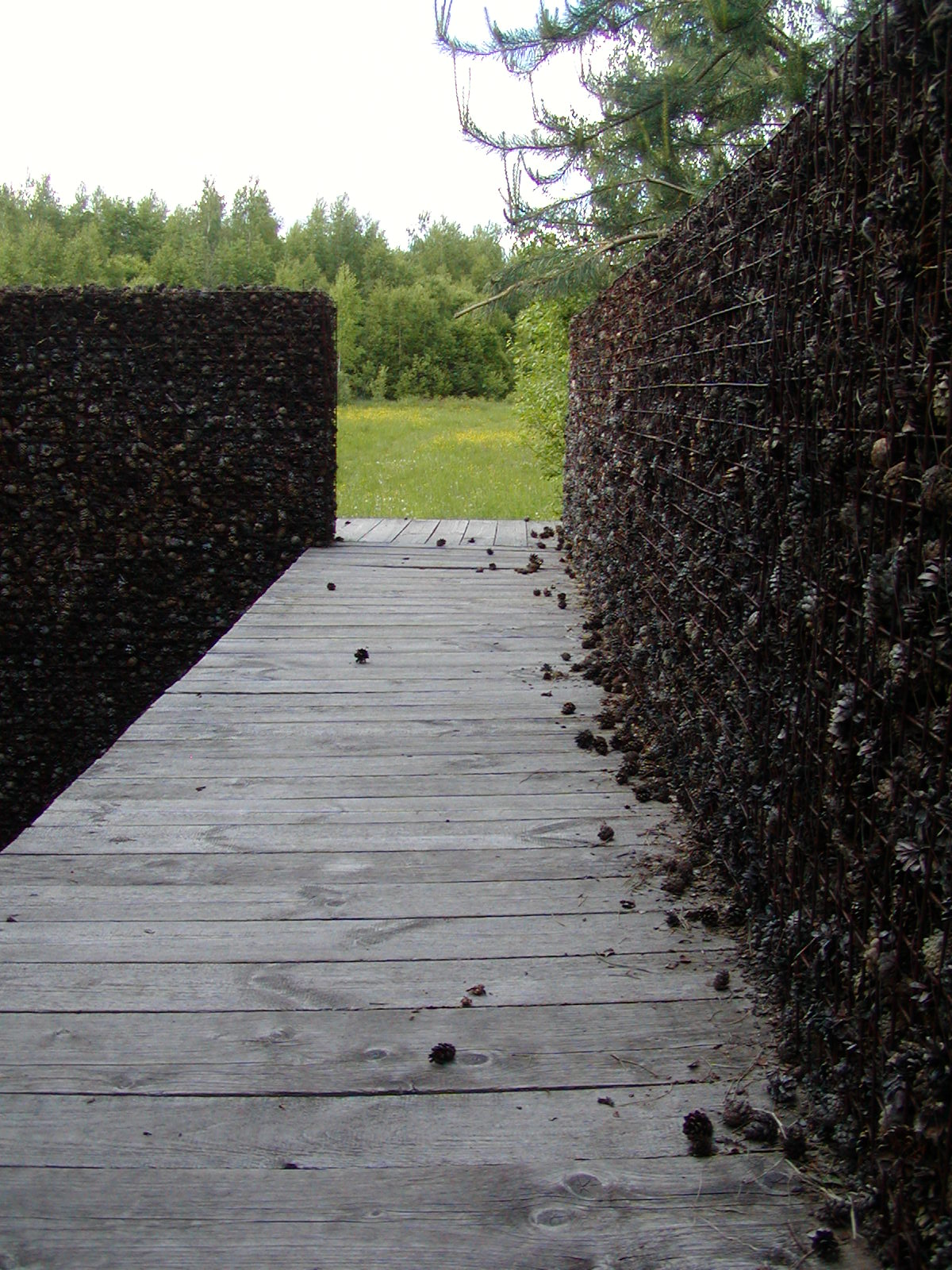
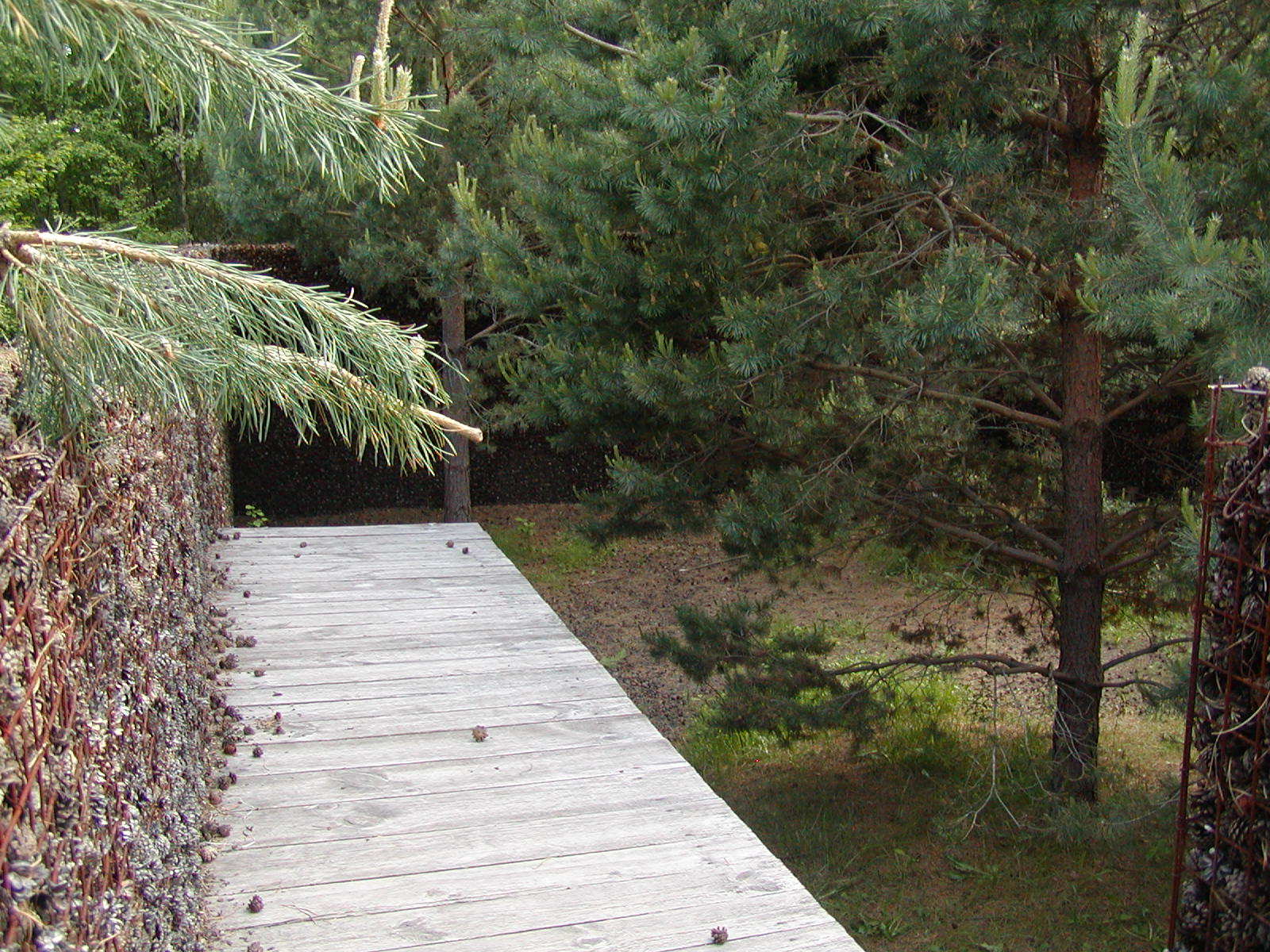
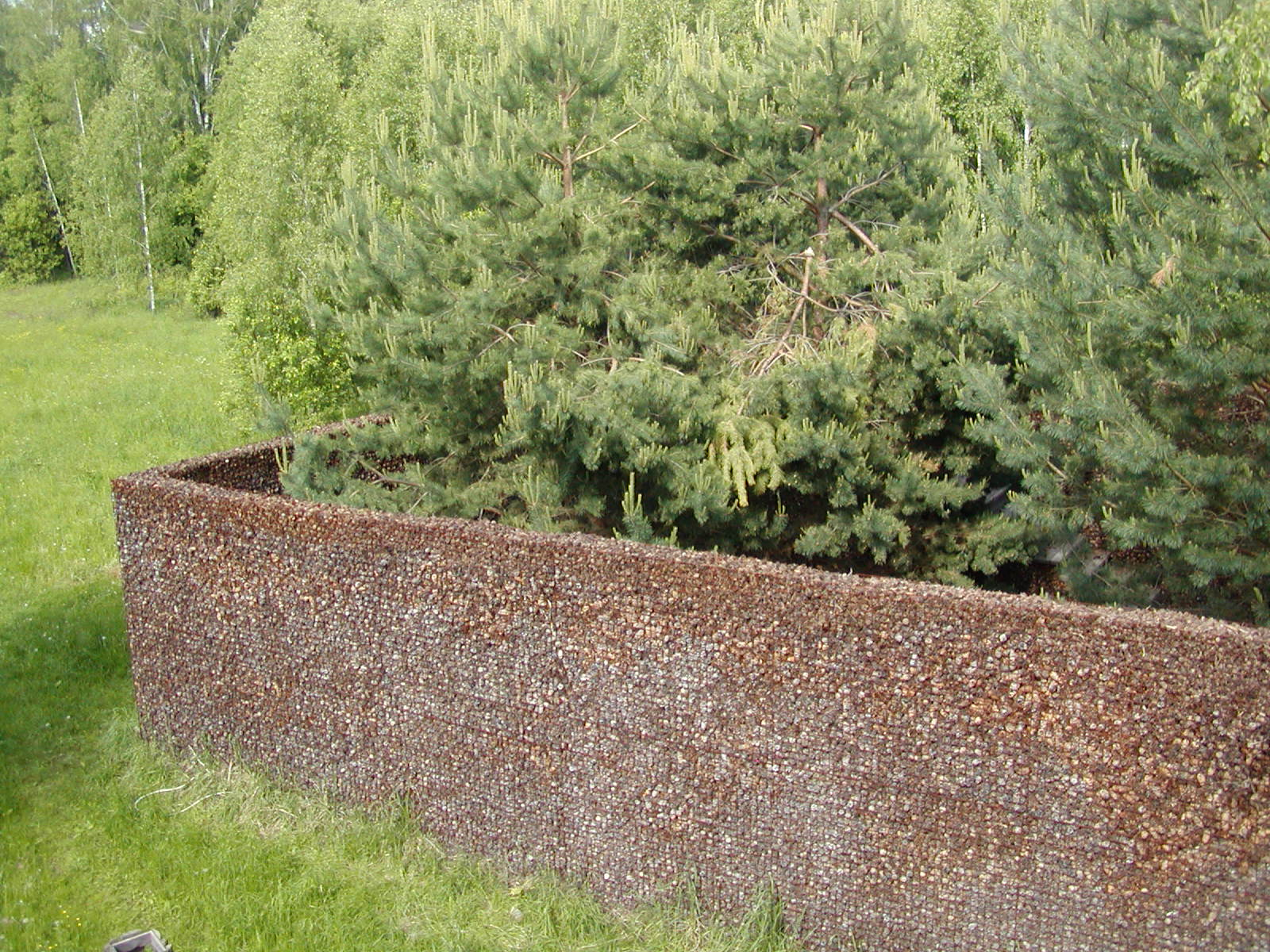